# Glatt (vattendrag i Schweiz, Sankt Gallen)
Glatt är ett vattendrag i Schweiz.   Det ligger i kantonen Sankt Gallen, i den nordöstra delen av landet, 140 km öster om huvudstaden Bern.
Omgivningarna runt Glatt är en mosaik av jordbruksmark och naturlig växtlighet. Runt Glatt är det tätbefolkat, med 411 invånare per kvadratkilometer.